# Жюльетта (фильм)
«Жюльетта» (фр. Julietta) — французский фильм режиссёра Марка Аллегре в жанре романтической комедии. Был снят на студии Billancourt Studios в 1953 году по одноимённому роману Луизы де Вильморен. В главных ролях — Дани Робен, Жан Маре.
«Сверкающий и легкий водевиль, похожий на бокал шампанского!»

## Сюжет
Романтичная и мечтательная Жюльетта Валендор (Дани Робен) возвращается из отпуска в Париж на поезде, в обществе своей сестры Мартины (Николь Берже) и своей авторитарной матери (Дениз Грей). Кандидатура жениха, её будущего мужа, которого расчетливо выбрала для неё мать, глубоко претит Жюльетте — это богатый светский господин, пятидесятилетний принц Гектор Альпенский (Бернар Ланкре). В том же поезде, в том же купе, с ней едет адвокат Андре Ландрекур, интересный во всех отношениях мужчина (Жан Маре). Ему необходимо сойти с поезда, не доезжая Парижа, в Пуатье. В купе Жюльетта обнаруживает забытый им портсигар и выскакивает из вагона, желая вернуть его хозяину. Однако тем временем поезд уходит, а она остается на перроне. Андре не сразу понимает, что перед ним женщина всей его жизни. К тому же у него уже есть официальная невеста — это капризная мадмуазель Рози Фарабей (Жанна Моро), бывшая возлюбленная принца Гектора. Чтобы не бросать Жюльетту на улице, он приглашает её переночевать у него в доме. Однако на следующее утро Жюльетта, чувствуя неодолимое влечение к Андре, отказывается уходить — и опрокидывает весь его привычный распорядок. Чтобы её не изгнали силой, дерзкая девчонка забирается на чердак. Неожиданный приезд Рози Фарабей вызывает комичный переполох: Андре мечется по всему дому, стараясь предотвратить встречу этих двух женщин. Рози, возмущенная странным прохладным приемом Андре, решает разорвать с ним отношения и возвращается в Париж, к принцу Гектору. Почувствовав на себе силу бесконечного очарования Жюльетты, Андре примиряется с ней. Таким образом, мечты Жюльетты сбылись, она нашла своего идеального мужчину и жениха.

## В ролях
- Жан Маре — Андре Ландрекур, юрист
- Дани Робен — Жюльетта Валендор
- Жанна Моро — Рози Фасиби, невеста Андре
- Дениза Грей — мадам Валендор, мать Жюльетты
- Бернар Ланкре — принц Гектор Альпенский
- Николь Берже — Мартина Валендор, сестра Жюльетты
- Жорж Чамарат — Артур, стюард

## Съемочная группа
- Режиссёр: Марк Аллегре
- Ассистенты: Роже Вадим, Пьер Блонди
- Сценарий, адаптация и диалоги: Франсуаза Жиру по одноимённому роману Луизы де Вильморен
- Художник: Жан д’Обонн, ассистенты Жака Гута и Даниель Гере
- Оператор: Анри Алекан
- Операторы: Анри Тике, Гюстав Рауле
- Звук: Пьер Кальве
- Монтаж: Сюзанна де Трое
- Макияж: Жизель Жакен
- Прически: Симона Кнапп
- Фотограф: Серж Бовале
- Сценарист: Сюзанна Дюрренбергер
- Режиссёр: Жорж Тестар
- Музыка: Ги Бернар; оркестр под управлением Андре Жирара
- Продюсеры: Пьер Браунбергер, Анри Берар, Клод Ганц

## Техническая информация
- Кинокомпании: Indus-Films, Panthéon Productions
- Дистрибьюторские компании: Columbia France, Panthéon Distribution
- Формат: черно-белый — 35 мм — 1,37: 1 — монофонический звук
- Жанр: романтическая комедия
- Съемки фильма: с 1 июня по 10 июля 1953 г.
- Продолжительность: 99 минут
- Дата выхода:  9 декабря 1953 г.